# Le Bleu du ciel dans ses yeux
Le Bleu du ciel dans ses yeux (空の青さを知る人よ, Sora no aosa o shiru hito yo), aussi connu sous son titre anglais Her Blue Sky, est un film japonais d'animation réalisé par Tatsuyuki Nagai (en) et écrit par Mari Okada. Il est sorti le 11 octobre 2019 dans les cinémas Toho (en). La bande originale est écrite par Masaru Yokoyama, tandis que les chansons thèmes sont interprétées par Aimyon.
L'histoire suit une jeune adolescente doutant de ses talents en musique. Le lieu de l'action est Chichibu, petite ville de la préfecture de Saitama.

## Synopsis

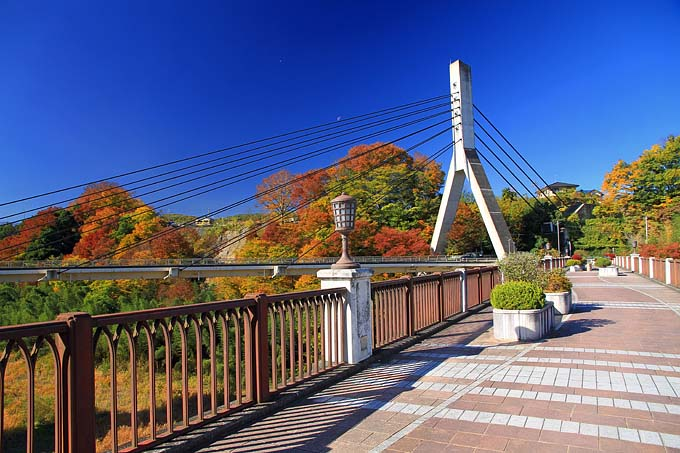
Pont de Chichibu.

Aoi Aioi (Shion Wakayama) est une jeune lycéenne vivant à Chichibu avec sa sœur Akane, de quinze ans son aînée. Pendant qu'elle joue de la basse sur le pont de Chichibu (ja), elle pense à son passé.
Il y a treize ans, une jeune Akane Aioi (Riho Yoshioka) se trouve avec son petit-ami Shin'nosuke Kanamuro (Ryo Yoshizawa) dans l'entrepôt dans les bois qu'ils utilisent pour les répétitions du groupe de musique de Shin'nosuke. Une jeune Aoi les accompagne, et semble très intéressée par les instruments que joue le groupe. Akane promet alors à Shin'nosuke de l'accompagner avec le groupe lorsqu'ils seront plus grands pour faire carrière à Tokyo. Leur plaisir est de courte durée, parce que peu après, les parents des Aioi meurent dans un accident. Akane, ne pouvant laisser sa petite sœur toute seule, décide de rester à Chichibu, et brise sa promesse avec Shin'nosuke, qui s'en va tout seul à Tokyo.
Après sa répétition de basse, Aoi retourne chez elle. Le lendemain, à l'école, pendant la rencontre avec son professeur pour discuter de son avenir, Aoi déclare fermement qu'elle ne poursuivra pas ses études après le lycée et qu'elle deviendra musicienne à Tokyo. Après l'école, Akane vient chercher Aoi avec sa Suzuki Jimny et les deux reviennent à la maison. Le soir, les sœurs se rendent à une rencontre du conseil municipal, où Akane travaille. Son collègue Masamichi Nakamura (Fukushi Ochiai) propose de faire venir un artiste de renommée à Chichibu, ce qui augmentera le tourisme dans la ville. Alors que la soirée se termine, Masamichi essaie de convaincre Aoi de jouer au centre communautaire et laisser penser qu'il veut renouer avec Shin'nosuke, mais Aoi l'ignore. Aoi va ensuite dans l'entrepôt dans les bois pour jouer de la basse avec Masatsugu (Yō Taichi), le fils de Masamichi. Pendant qu'elle joue, elle se rappelle des bons moments qu'elle a eu avec Shin'nosuke lorsqu'elle était petite.

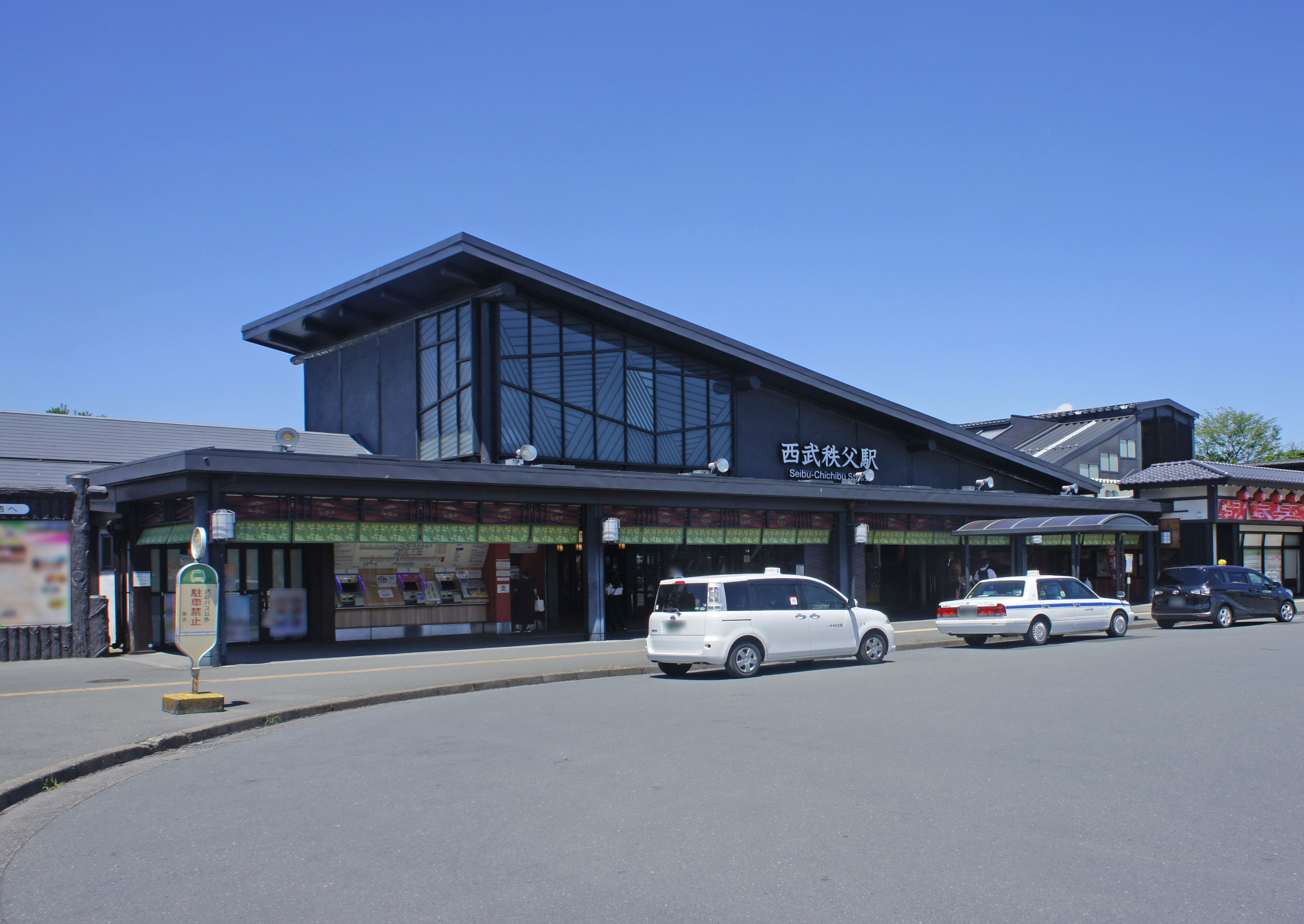
La gare de Seibu-Chichibu.

Le lendemain, à l'hôtel de ville, Masamichi décide de faire venir Dankichi Nitobe (Ken Matsudaira) à Chichibu et confie à Akane la réalisation du projet. Sur le chemin du retour, Akane et Aoi se chicanent, car Akane veut qu'Aoi aille à l'université, mais Aoi s'est décider d'aller toute seule à Tokyo. Aoi court alors jusqu'à l'entrepôt pour se défouler en jouant sa basse. Alors qu'elle est en train de jouer, elle entend une voix l'insulter. Elle tombe alors nez à nez avec la version jeune de Shin'nosuke, de son surnom Shin'no. N'y croyant pas, elle court jusqu'à la maison pour informer sa sœur en train de cuisiner, mais se résout à la dernière minute de ne rien lui dire, voyant son expression à la mention du nom de Shin'no. Masamichi fait irruption dans la cuisine et demande leur aide pour tenir la cérémonie de bienvenue de Dankichi Nitobe à la gare de Seibu-Chichibu. À la gare, Masamichi, Masatsugu, Akane et Aoi sont pris de surprise par Dankichi Nitobe et sa troupe, qui arrivent de l'autre côté de la gare. Les sœurs Aioi sont surprises de voir Shin'nosuke jouant en tant que guitariste parmi la troupe de Nitobe, mais la plus surprise est Akane, qui jure qu'elle vient juste de rencontrer Shin'nosuke. De retour à la maison, Aoi et Masatsugu confrontent l'autre Shin'nosuke. En lui demandant qui il est, ils réalisent qu'il est en fait l'ikiryō du vrai Shin'no, la partie de Shin'no qui a décider de rester avec Akane au lieu d'aller à Tokyo. Les deux adolescents expliquent alors à Shin'no ce qui est arrivé durant ses treize dernières années et Shin'no décide alors d'aller confronter sa copine d'alors.
Dans un bar de Chichibu, Nitobe et sa troupe sont en train d'avoir une soirée bien arrosée avec le conseil municipal. Des frictions se forment entre Masamichi et Shin'nosuke, lorsqu'il réalise que Masamichi aime Akane. Alors qu'il essaie de quitter l'entrepôt, Shin'nosuke est bloqué par une force imperceptible. Il semble qu'il est confiné aux limites de l'entrepôt. En l'attente d'une solution, les deux adolescents lui souhaitent bonne nuit. Après la soirée, Akane, la seule n'ayant pas bu, reconduit Shin'nosuke à son hôtel. Shin'nosuke tente d'embrasser Akane à l'hôtel, mais celle-ci le pousse. Leur relation n'est plus celle d'avant. Dans son lit, Aoi se sent coupable d'elle pour avoir séparé Shin'nosuke et Akane.
À l'école, Aoi rejette la demande de deux garçons voulant qu'elle joignent leur groupe. Son amie Chika (Atsumi Tanezaki) la rejoint et décide d'attendre avec elle. Akane arrive alors, mais est interrompue par un appel du manager de Nitobe (Akinori Egoshi) les informant que le bassiste Ito (Ryuichi Kijima) et le batteur Kodama (Chikahiro Kobayashi) ne pourront jouer, après avoir été hospitalisés pour avoir mangé de la viande de chevreuil crue. Nitobe refuse de continuer sa tournée à Chichibu sans bassiste ou batteur et Akane propose à Masamichi et Aoi de joindre le groupe de Nitobe le temps de sa tournée. Shin'nosuke refuse, critiquant le manque de talent d'Aoi, mais après avoir vu sa performance à la basse de Gandhara, la chanson de l'ancien groupe de Shin'nosuke, il en est moins sceptique. De retour à l'entrepôt, Shin'no félicite Aoi pour sa performance et est presque trouvé par Akane, qui venait d'apporter de la nourriture pour Aoi et Masatsugu. Après le départ d'Akane, Shin'no sort de sa cachette et commente sur la beauté d'Akane.

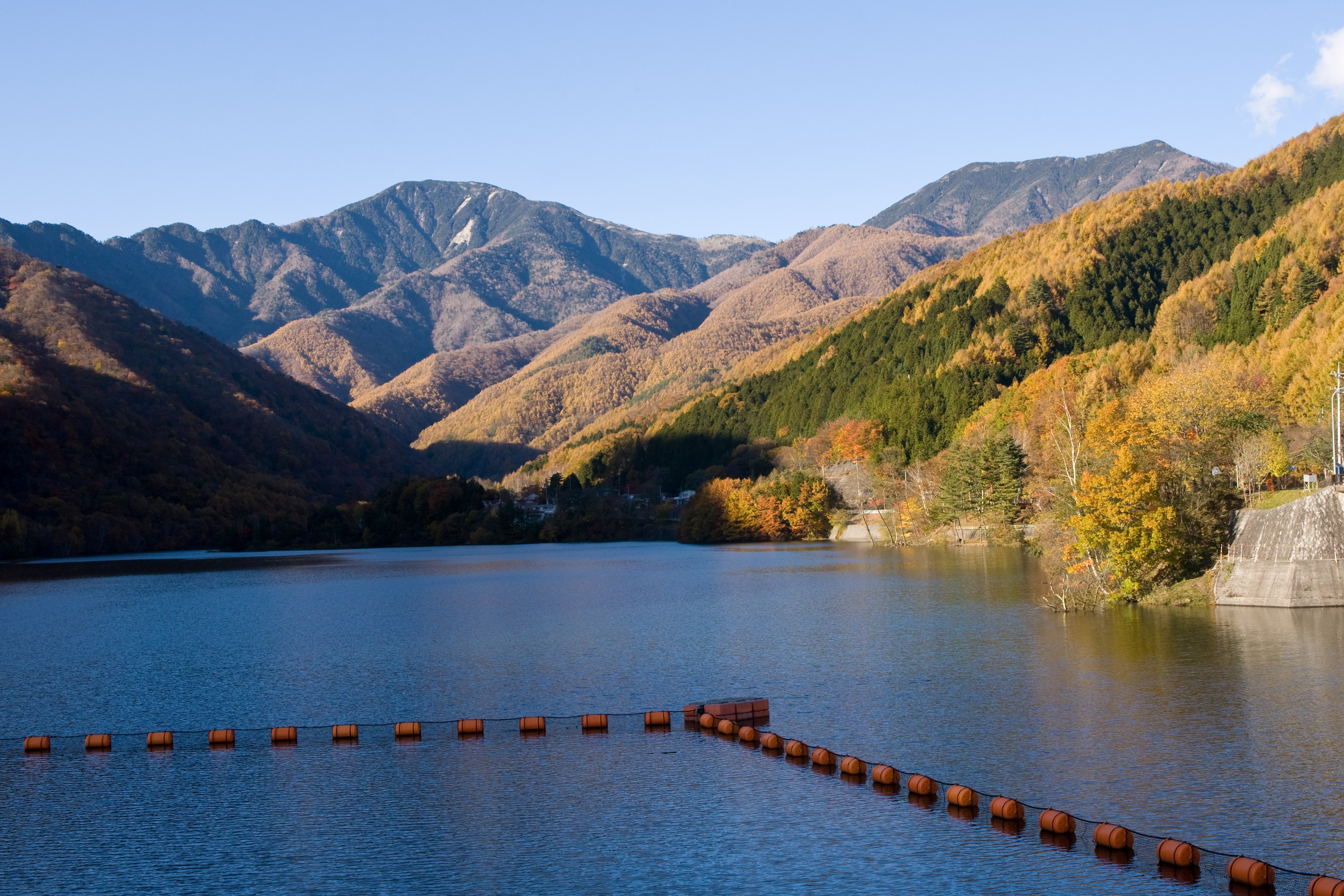
Paysage montagneux à Chichibu, similaire à la colline où se trouve le tunnel.

Le lendemain, après la répétition du groupe, Shin'nosuke critique Aoi et Masamichi pour leur manque de coordination et part avec deux hôtesses de bar. Lorsque Shin'no regarde l'enregistrement de la scène filmé par Masatsugu, il est furieux. Il encourage néanmoins Aoi à s'améliorer et à dépasser le vieux Shin'nosuke. Le jour suivant, pendant une répétition, elle révèle à Shin'no que sa raison pour aller à Tokyo est qu'elle veut qu'Akane puisse enfant être elle-même et ne plus être contrainte à Aoi. Alors qu'elle multiplie ses répétitions avec Shin'no, elle commence à développer des sentiments pour lui. À l'école, elle confronte Chika après des rumeurs qu'elle soit sortie avec Shin'nosuke, et s'effondre devant son amie après avoir avouée qu'elle aime Shin'no. Chez elle, Aoi se chicane avec Akane et va se réfugier chez Masatsugu. Fâchée que sa sœur n'a jamais pu concrétiser sa relation avec le Shin'nosuke d'alors et que Shin'nosuke est maintenant complètement différent, elle propose à Masamichi de sortir avec Akane. Plus tard, Masatsugu se rend tout seul à l'entrepôt et révèle à Shin'no qu'Aoi l'aime. Pendant les préparations pour le festival de Chichibu, dans lequel le groupe de Nitobe jouera, Chika s'excuse à Aoi d'être sortie avec Shin'nosuke. Derrière l'édifice municipal, Akane rejoint Shin'nosuke et lui demande de jouer la chanson qu'il avait sorti avant de faire carrière avec Nitobe, et lorsqu'ils chantent ensemble, leurs relations se rapprochent de nouveau. Aoi les aperçoit et son cœur se serre, sachant qu'une fois que Shin'nosuke et Akane seront de nouveau ensemble, Shin'no disparaîtra. La nuit, Aoi confronte Shin'no et qu'elle l'aime, mais pas le vrai Shin'nosuke, et qu'elle ne veut pas qu'il parte, avant de partir en courant.
Le jour suivant, pendant les préparations, Nitobe est en panique, car il a perdu son pendentif porte-bonheur, et dit qu'il ne pourra pas continuer son concert sans celui-ci. Après que son manager lui ait fait réaliser qu'il l'a perdu dans un tunnel dans la forêt, Akane propose son aide pour aller le chercher. Pendant ce temps, Shin'nosuke se rend à l'entrepôt où son groupe jouait il y a treize ans et tombe nez à nez avec Shin'no. Alors qu'Akane est dans le tunnel, un tremblement de terre a lieu sur la colline, bloquant la sortie du tunnel. Lorsqu'Aoi réalise ce qui vient de se passer, elle quitte le centre communautaire et part à sa recherche. Elle finit par arriver à l'entrepôt et rejoint Shin'no et Shin'nosuke qui se chicanent sur la situation actuelle du musicien. Quand il réalise que Shin'nosuke n'a aucune envie d'aller à son aide, Shin'no pousse le champ de force qui l'empêche de sortir de l'entrepôt de toute ses forces et lorsque Aoi l'aide, le champ de force se brise et les deux sont propulsés dans le ciel. Shin'no et Aoi courent alors dans le ciel en direction du tunnel, tandis que Shin'nosuke, réalisant son destin, court lui aussi en direction du tunnel, mais à pied. Shin'no et Aoi arrivent en premier et pendant qu'Aoi retient Shin'nosuke pour qu'il n'entre pas, Shin'no a une conversation émouvante avec Akane. Ils sortent finalement du tunnel, et Akane retourne à Chichibu avec Shin'no et Shin'nosuke, tandis qu'Aoi décide de partir de son côté. Dans la voiture, Shin'nosuke confirme ses sentiments pour Akane. Shin'no, satisfait de son nouveau lui, disparaît. Dans un champ, Aoi court et pleure en sachant qu'elle ne reverra plus Shin'no.
Le festival de Chichibu finit par être un succès et le groupe se réunit pour une soirée arrosée. Peu après, Shin'nosuke et Akane se marient. Quelques années plus tard, on retrouve Aoi de retour à Chichibu pour son concert de retour. Akane, Shin'no, Masatsugu, Chika et Masamichi assistent à son concert. Le rideau se lève et Aoi annonce le début de Gandhara...

## Personnages
- Aoi Aioi (相生 あおい, Aioi Aoi?), une jeune fille de seize ans dans sa deuxième année du lycée et l'héroïne du film.
- Akane Aioi (相生 あかね, Aioi Akane?), la sœurs d'Akane âgée de 31 ans.
- Shinnosuke Kanamuro (金室 慎之介, Kanamuro Shin'no?), un musicien de 31 ans et l'ancien petit-ami d'Akane.
- Shinno (しんの, Shin'no?), 18 ans, le fantôme vivant de Shin'nosuke.
- Dankichi Nitobe (新渡戸 団吉, Nitobe Dankichi?), célèbre chanteur d'Enka connu pour être apparu sur le Kōhaku Uta Gassen[N 4].
- Masatsugu Nakamura (中村 正嗣, Nakamura Masatsugu?), 10 ans, le fils de Masatsugu, présentement en 5e année du primaire.
- Masamichi Nakamura (中村 正道, Nakamura Masamichi?), 31 ans, meilleur ami de Shin'nosuke et ancien batteur dans son groupe. Il travaille présentement au conseil municipal avec Akane.
- Chika Otaki (大滝 千佳, Ōtaki Chika?), 16 ans, la meilleure amie d'Aoi à l'école.

## Fiche technique
Sauf indication contraire, les informations mentionnées dans cette section peuvent être confirmées par la base de données cinématographiques IMDb,  présente dans la section « Liens externes ».
- Titre original : 空の青さを知る人よ (Sora no aosa o shiru hito yo?)
- Titre français : Le bleu du ciel dans ses yeux
- Réalisation : Tatsuyuki Nagai, Miyuki Kuroki (chef de production)[3]
- Scénario : Mari Okada
- Production : Atsuhiro Iwakami (ja)[3] (PÉ, Aniplex), Ryū Utsui[3] (PÉ, Fuji TV), Minami Ichikawa (ja)[3] (PÉ, Tōhō), Yoshihiro Furusawa[3] (PÉ, Tōhō), Shinichiro Inoue (ja)[3] (PÉ, Kadokawa), Hiroyuki Shimizu[3] (CloverWorks), Genki Kawamura[3] (Tōhō), Shunsuke Saitō[3] (Aniplex), Narumi Odagiri[3] (Fuji TV), Noriko Ozaki[3] (Fuji TV), Shun Hidaka[3] (PA, Fuji TV)
- Musique : Masaru Yokoyama
- Direction de l'animation : Masayoshi Tanaka (ja) (chef), Ai Yukimura[3], Kazutaka Sugiyama[3], Kōji Ōdate[3], Saki Takahashi[3]
- Conception des personnages : Masayoshi Tanaka
- Photographie : Hiroyuki Moriyama[3]
- Son : Jin Aketagawa (ja)[3]
- Réalisation : Cloverworks
- Sociétés de production : Aniplex[3], Fuji TV[3], Tōhō, STORY inc. (ja)[3], Kadokawa[3]
- Distribution : Tōhō
- Budget :
- Box Office : 600 000 000 円
- Pays d’origine :  Japon
- Langue originale : japonais
- Genre : Fantastique, comédie romantique
- Durée : 108 minutes
- Date de sortie : 11 octobre 2019

## Distribution
Sauf indication contraire, les informations mentionnées dans cette section peuvent être confirmées par la base de données cinématographiques IMDb,  présente dans la section « Liens externes ».
- Shion Wakayama (en) : Aoi Aioi
- Riho Yoshioka : Akane Aioi
- Ryō Yoshizawa : Shinnosuke Kanamuro / Shinno
- Ken Matsudaira : Dankichi Nitobe
- Fukushi Ochiai (en) : Masamichi Nakamura
- Yō Taichi (en) : Masatsugu Nakamura
- Atsumi Tanezaki : Chika Otaki
- Yūto Uemura (en) : Banba
- Hiroyuki Yoshino (ja) : Abo
- Akinori Egoshi (ja) : Le manager
- Yuka Nukui (ja) : La collègue d'Akane
- Hiroshi Tsuchida (en) : Clavériste de Nitobe
- Ryuichi Kijima (en) : Ito
- Chikahiro Kobayashi (en) : Kodama
- Ryo Sugisaki (ja) : Tromboniste de Nitobe
- Hiroki Maeda (ja) : Saxophoniste de Nitobe
- Taiten Kusunoki (en) : Trompettiste de Nitobe
- Autres voix : Mitsuru Ogata (en), Koichi Soma (ja), Mari Hino (ja), Kengo Takanashi (es), Rie Kawamura (ja), Saori Takamiya (ja), Hinata Tadokoro (ja), Hitomi Shogawa (ja), Natusko Hara (ja)

Acteurs principaux
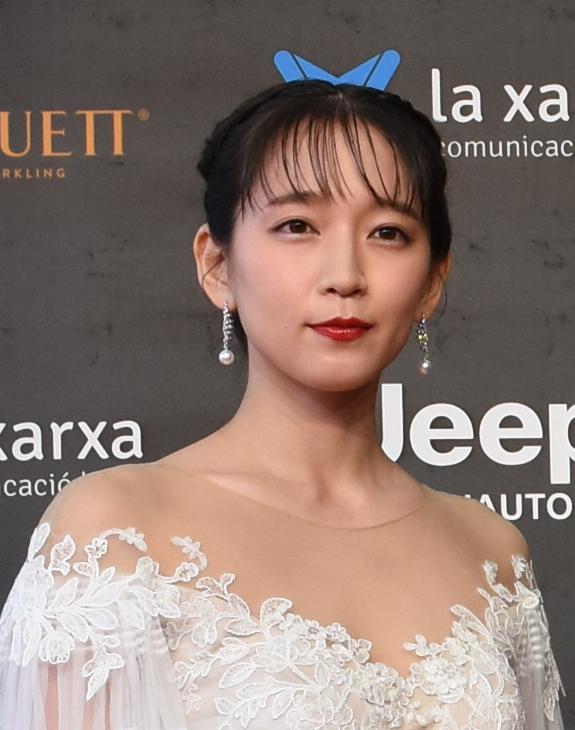
Riho Yoshioka au Festival international du film fantastique de Catalogne 2019.
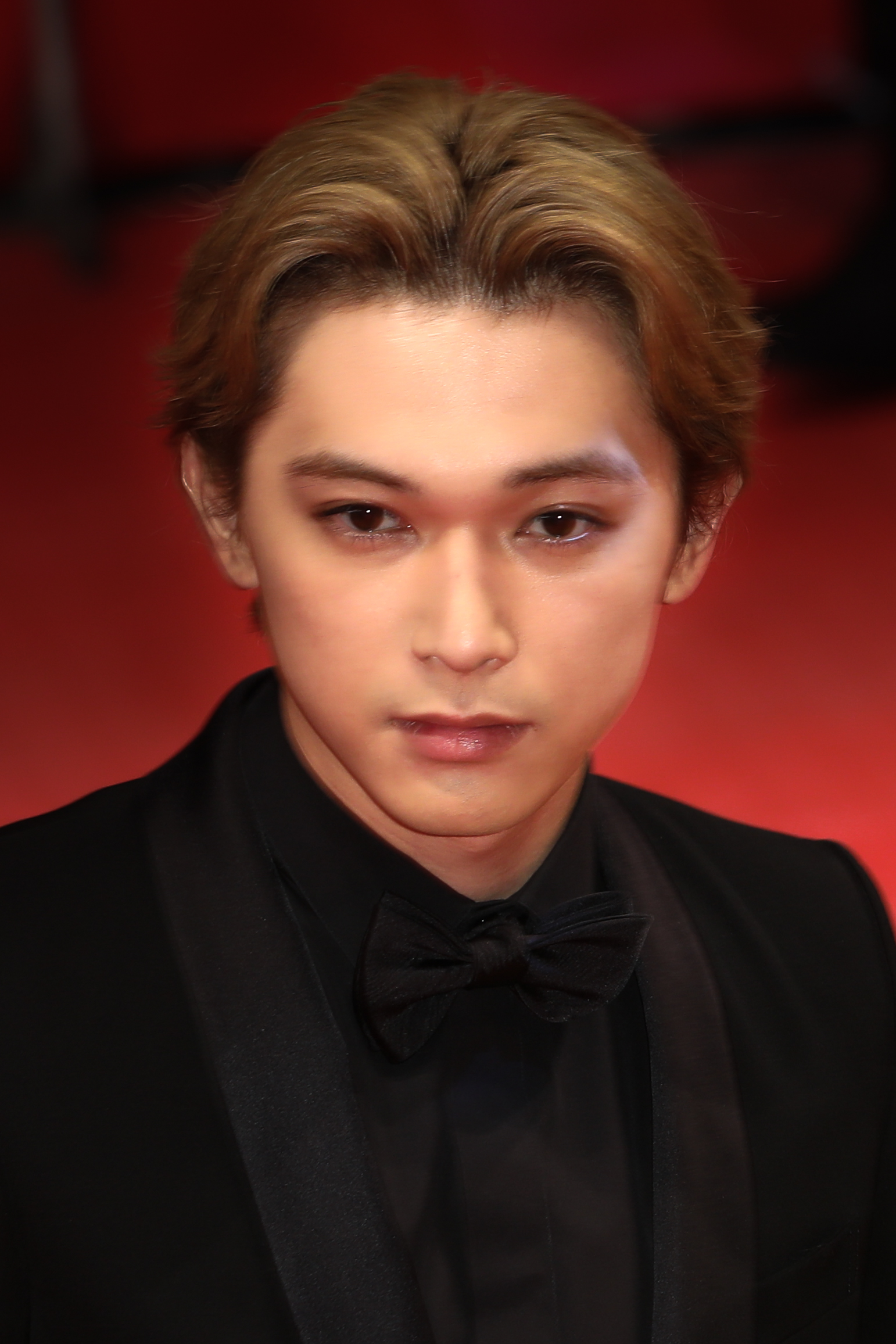
Ryō Yoshizawa à la Berlinale 2018.
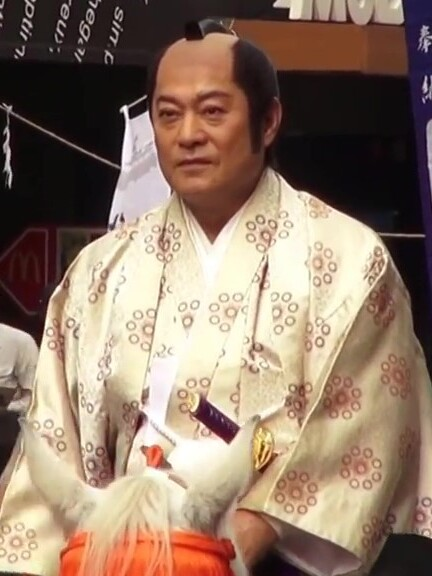
Ken Matsudaira au matsuri du Hikawa-jinja d'Akasaka en 2016.
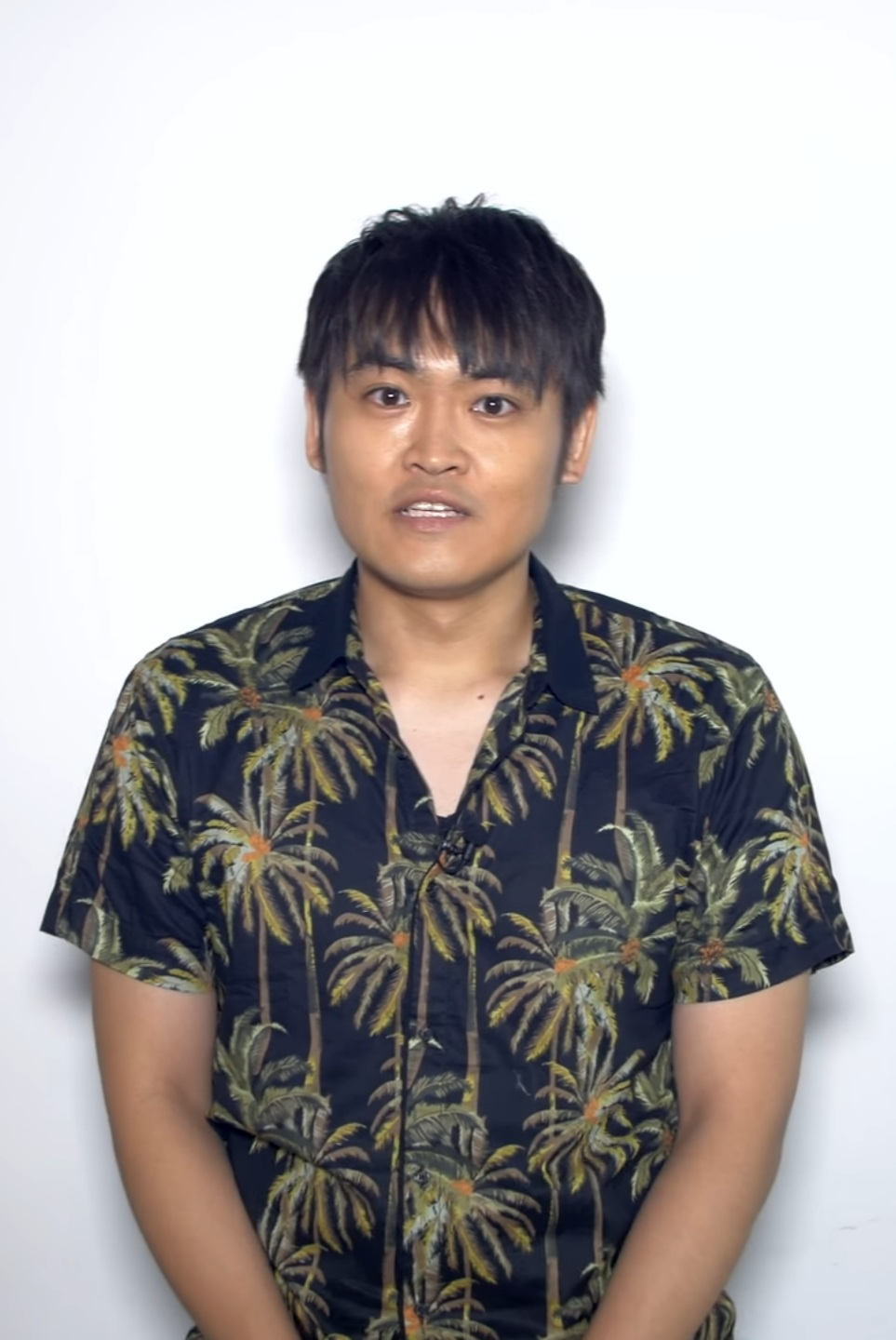
Ryuichi Kijima posant pour un magazine en 2018.

## Production et présortie
Le projet du film est une œuvre originale de l'équipe de création Chō Heiwa Busters (ja) (超平和バスターズ), constitué du réalisateur Tatsuyuki Nagai, de la scénariste Mari Okada et le directeur d'animation Masayoshi Tanaka. Le groupe avait précédemment scénarisé la série Ano hi mita hana no namae o bokutachi wa mada shiranai en 2011 et le film Jun, la voix du cœur de 2015. Le producteur Genki Kawamura, ayant participé dans les deux précédents projets du groupe et le film Your Name. de Makoto Shinkai, se joint à la production. Comme les deux autres projets du groupe, Her Blue Sky se déroule à Chichibu, ville natale d'Okada.
Le film est annoncé le 21 mars 2019 à travers une vidéo spéciale diffusée durant la première saison (en) de The Promised Neverland par noitaminA,. Le 11 juin 2019, les acteurs principaux sont annoncés. L'acteur Ryō Yoshizawa, popularisé par son apparition dans la série télévisée Tomodachi Game, y joue son premier rôle en doublage dans celui du guitariste Shin'nosuke Kanamuro. L'actrice Riho Yoshioka, elle aussi inexpérimentée dans le doublage, joue Akane Aioi, la sœur d'Aoi. Shion Wakayama est choisie pour jouer la protagoniste Aoi, son premier rôle principal. L'acteur et musicien Ken Matsudaira joue quant à lui le chanteur d'enka Dankichi Nitobe,. Les acteurs principaux ont tous été choisis prudemment par le réalisateur lors d'auditions.
Le 11 juillet 2019, une nouvelle bande-annonce, ainsi qu'une nouvelle affiche sont dévoilées. Un site web est aussi créé pour promouvoir le film. L'interprète du thème de la chanson est révélée comme étant Aimyon. On dévoile aussi les voix des personnages secondaires. Les doubleuses Yō Taichi et Atsumi Tanezaki prennent respectivement les rôles de Masatsugu Nakamura et Chika Otaki, tandis que le doubleur Fukushi Ochiai est la voix de Masamichi Nakamura,. Au début du mois d'août, une nouvelle affiche est dévoilée et le 21 août, Aimyon est révélée comme étant aussi la chanteuse du thème de fin. Son single qui comprend les deux chansons sort le 2 octobre,,.
Du 3 au 13 octobre 2019, le film est en avant-première au Festival international du film fantastique de Catalogne à Sitges,.

## Musique

### Chansons thèmes
La chanson thème du film est l'éponyme Sora no aosa o shiru hito yo (ja) (空の青さを知る人よ), interprété par Aimyon. La chanson est arrangée par Takashi Kondō, Yūsuke Tatsuzaki, Yūsuke Tanaka (ja) et Mio Okamura,.
Le thème de fin est Aoi (葵), aussi chanté par Aimyon, et arrangé par Shingo Sekiguchi (ja). Sora no aosa o shiru hito yo est chanté du point de vue de Shin'nosuke, caractérisant son sentiment de solitude et de vide, tandis qu'Aoi est chanté du point de vue d'Aoi, et ses rêves d'enfance qu'elle doit délaisser. Les titres des chansons ont été choisis entre Aimyon et l'équipe de production. Genki Kawamura considère que les chansons représentent très bien les sentiments des personnages en quittant leur village pour Tokyo, et qu'il reste tout de même dans le style d'Aimyon.

### Autres chansons
La chanson chantée par le groupe de Shin'nosuke est Gandhara (en), chanson du groupe des années 1970 et 1980 Godiego. La chanson est entre autres reprise par Wakayama et Yoshizawa. Le chanteur de Godiego Yukihide Takekawa, après avoir regardé le film, a été particulièrement satisfait de l'interprétation de sa chanson.

### Bande originale
La bande originale, écrite par Masaru Yokoyama, sort le même jour que le film, soit le 11 octobre 2019. Publié par Aniplex, il coûte 3 000 円. L'édition limitée comprend une pochette à trois faces limitée,.
| 1.    | Gandhara - On the Bridge                            | 1:07 |
| 2.    | Gandhara - When They Were Young                     | 1:03 |
| 3.    | Painful Separation                                  | 0:57 |
| 4.    | Her Blue Sky - Title                                | 0:52 |
| 5.    | Chichibu Valley                                     | 1:45 |
| 6.    | あおいの弾き語り                                    | 0:38 |
| 7.    | Female Bassist                                      | 0:44 |
| 8.    | It's Better Not to Say It                           | 0:56 |
| 9.    | Bass in Anger                                       | 0:46 |
| 10.   | やってきました色男～団吉とハイ！チーズ～ Movie Ver. | 1:12 |
| 11.   | Her Blue Sky - Memory                               | 2:45 |
| 12.   | Reunion After a Long Time                           | 1:22 |
| 13.   | One Who Knows the Blueness of the Sky               | 1:02 |
| 14.   | My Autonomy                                         | 0:58 |
| 15.   | Deer                                                | 1:06 |
| 16.   | TEST TAKE                                           | 0:14 |
| 17.   | Gandhara - Aoi                                      | 1:11 |
| 18.   | Cutest Old Lady                                     | 1:27 |
| 19.   | Practice Is Done for the Day                        | 0:40 |
| 20.   | It's Wrong                                          | 1:17 |
| 21.   | Finger Flick to the Forehead                        | 3:15 |
| 22.   | My Feelings                                         | 1:22 |
| 23.   | I Don't Want to Become like My Sister               | 2:33 |
| 24.   | His Hometown                                        | 1:36 |
| 25.   | Gandhara - Shinnosuke                               | 1:09 |
| 26.   | Aoi's Decision                                      | 2:37 |
| 27.   | Akane's Strategy Manual                             | 2:19 |
| 28.   | I Love Shinno                                       | 2:24 |
| 29.   | Everyone's Feeling                                  | 1:33 |
| 30.   | Unanswered Call                                     | 1:11 |
| 31.   | Me from the Future                                  | 4:30 |
| 32.   | Reunion                                             | 2:50 |
| 33.   | Her Blue Sky                                        | 3:16 |
| 52:37 |                                                     |      |

## Accueil

### Accueil critique
Le film s'est classé premier dans le classement de la satisfaction des films Pia (ぴあ映画初日満足度ランキング) pour le 11 et 12 octobre 2019, avec un score de 91,9,.
Le film est bien reçu dans le milieu du cinéma d'animation japonais. Makoto Shinkai, réalisateur de Your Name. et Les Enfants du temps entre autres, parle d'un film « très agréable » et dont beaucoup de personnes penseront que « c'est un film juste pour [eux] ». Tomohiko Itō, réalisateur de Sword Art Online et Hello World, a dit lors d'une conversation avec Nagai, qu'il était content qu'« [ils] [s']engag[ent] dans une voie qui n'était pas celle du point de vue des enfants [en parlant du cinéma d'animation] ».
Kim Morrissy d'Anime News Network note les similitudes du film avec la série Anohana, aussi écrite par les Chōheiwa Busters et compare Shin'nosuke Kanamuro à Menma d'Anohana. Elle félicite aussi le film pour sa mise en valeur des relations familiales, mais note que le film est saccadé et fonctionnerait mieux en tant que minisérie que comme film, puisqu'il y a plusieurs moments forts entrecoupés de retours à la normale. Comme Morrissy, Daryl Harding de Crunchyroll critique le fait que le film a manqué de temps pour étayer la personnalité des personnages à leur plein potentiel. Il note aussi les émotions exagérées des personnages, et le caractère lunatique d'Aoi qui se répand dans tout le film. Il félicite cependant la trame sonore du film ainsi que les chansons d'Aimyon, qui mettaient l'accent sur les moments forts du film, en plus du décor, qui était réaliste et vivant.

### Box office
Au cours de ses quatre premiers jours au cinéma, le film rapporte 166 millions de yen en ventes et attire 126 000 personnes, le plaçant en quatrième place du box-office japonais. Après sa deuxième semaine d'exploitation, le film tombe de la quatrième à la septième position et amasse 68,5 millions de yen pour un total de 301 millions de yen. Durant sa troisième semaine d'exploitation, du 26 au 27 octobre, le film tombe de la septième à la dixième place, et amasse 43 millions de yen. À cette date, il avait déjà amassé 440 millions de yen et attiré 330 000 personnes,. Dans sa quatrième semaine, le film sort du top 10, mais réussit tout de même à générer 28,5 millions de yen pour un total de 508,5 millions de yen. Au total, il permet d'accumuler 600 millions de yen.

## Distinctions
À la 23e cérémonie du Japan Media Arts Festival, le film est nommé par le grand jury dans la catégorie Animation.

## Exploitation

### À l'étranger

#### Singapour
Le 21 novembre 2019, le distributeur singapourien Encore Films (en) annonce la projection future du film dans le pays avec des sous-titres anglais et chinois. Le 8 décembre, une avant-première a lieu au Golden Village Plaza (en) de Singapour. Ceux qui y assistent reçoivent une affiche du film. Le 12 décembre, le film sort officiellement en salles.

#### Philippines
Le distributeur philippin Pioneer Films (tl) annonce le 2 janvier 2020 son intention de projeter le film en territoire philippin. Le 12 février, le film débute dans les cinémas du pays, en japonais mais avec des sous-titres anglais.

#### Autres pays
Au Vietnam, le film est lancé le 10 janvier 2020 dans les cinémas Lotte (en) sous le titre Bầu Trời Xanh Của Em,. En Malaysie, Golden Screen Cinemas (en) projette le film avec des sous-titres en chinois, anglais et malais à partir du 13 février 2020. Sora no aosa o shiru hito yo sort conséquemment aussi à Brunei. Le film sort en salles en Indonésie le 11 mars 2020 et est distribué par Encore Films Indonesia,.
Le film sort en Corée du Sud en plein début de pandémie mondiale, et le 20 mars 2020, dans sa première semaine, il amasse l'équivalent de 38 mille dollars américains. La version doublée en allemand est sortie directement en DVD en septembre 2020, puis sur Prime Video en novembre 2022,. Le film est diffusé dans les cinémas d'Édimbourg lors du festival Scotland Loves Anime (en) de 2022.

### Éditions en vidéo
Le coffret DVD régulier et la version limitée, ainsi que le Blu-Ray sortent le 10 juin 2020. Originellement planifiée pour le 29 avril, la sortie est reportée dû à la pandémie de Covid-19,. Pour commémorer la sortie DVD, une courte vidéo est publiée mettant en scène Ken Matsudaira dans son rôle de Dankichi Nitobe chantant la chanson Chichibu Donto Koi (秩父どんと恋), scène tirée du film.

### Dérivés
Un roman de Mio Nukaga (ja) basé sur le scénario du film est publié par Kadokawa Shoten le 23 août 2019. Il est intitulé Sora no aosa o shiru hito yo, le roman (小説 空の青さを知る人よ). Une nouvelle version du roman comportant des furigana et des illustrations de Ryō Akizuki (ja) est publiée par Kadokawa le 25 septembre. Une série dérivée placée dans un point de vue différent par Saginomiya Misaki (ja) est publié le 10 octobre 2019.
Un manga reprenant les scènes du film a été écrit par Yaeko Ninagawa (ja). Il est sérialisé du 26 juillet 2019 au 29 janvier 2021 dans le Comic Newtype (ja) de Kadokawa, avant d'être publié en volumes. Le quatrième et dernier volume est publié le 26 mars 2021.
Du 18 octobre au 10 novembre 2019, une exposition sur le film avec des artéfacts sur les deux films précédents du trio responsable de la réalisation est organisée au magasin Tower Records de Shibuya. Du 31 juillet au 29 août 2021, des locomotives à vapeur de la Chichibu Railway sont décorés d'éléments de la série Anohana, en plus de Jun, personnage principal de Jun, la voix du cœur, et Aoi, de Sora no aosa o shiru hito yo.